# ᴀ
Cette page contient des caractères spéciaux ou non latins. S’ils s’affichent mal (▯, ?, etc.), consultez la page d’aide Unicode.
La petite capitale A (minuscule : ᴀ) est une lettre additionnelle de l’écriture latine qui est utilisée dans certaines transcriptions phonétiques.

## Utilisations

### Alphabet phonétique international
De 1888 à 1891, la petite capitale A ‹ ᴀ › est utilisée dans l’Alphabet phonétique international pour représenter une voyelle ouverte postérieure [ɑ], mais à partir de 1892 celle-ci est transcrite avec l’alpha ‹ ɑ ›.
En 2008, la petite capitale A est proposée comme symbole de l’alphabet phonétique international (API) pour représenter la voyelle ouverte centrale non arrondie [ä] déjà retranscrite [ᴀ] par les sinologistes, par exemple par Chao Yuen Ren, mais cette proposition est rejetée par vote en 2012. Chao utilise ce symbole comme symbole API non standard avec la même valeur que la petite capitale utilisée par Otto Jespersen dans Lehrbuch der Phonetik.
Le symbole est aussi utilisé par certains auteurs en slavistique, comme Elena Stadnik, pour représenter cette même voyelle.

### Alphabet phonétique ouralien
Dans l’alphabet phonétique ouralien, ‹ ᴀ › représente une voyelle ouverte postérieure non arrondie dévoisée, le a minuscule ‹ a › représentant une voyelle ouverte postérieure non arrondie et la petite capitale indiquant le dévoisement de celle-ci,,.

### Autres alphabets phonétiques
Dans l’Atlas linguistique européen, ‹ ᴀ › représente une voyelle basse centrale non arrondie, notée [ä] avec l’alphabet phonétique international.
Le ᴀ est utilisé par Ray Huffman dans un dictionnaire nuer-anglais publié en 1929, pour représenter une voyelle mi-ouverte postérieure non arrondie [ʌ].

### Indo-européen commun
Certains auteurs, dont Ferdinand de Saussure ou Hermann Møller, ont utilisé la petite capital a ‹ ᴀ › pour représenter une laryngeale de l’indo-européen commun.

## Représentations informatiques
La petite capitale A peut être représentée avec les caractères Unicode (Extensions phonétiques) suivants :
| formes    | représentations | chaînes de caractères | points de code | descriptions                              |
| --------- | --------------- | --------------------- | -------------- | ----------------------------------------- |
| minuscule | ᴀ               | ᴀ                     | U+1D00         | lettre minuscule latine petite capitale a |